# Нурказов Сєрик Токенович
Нурказов Сєрик Токенович (каз. Серік Төкенұлы Нұрқазов; 4 жовтня 1959) — радянський казахський боксер, чемпіон Європи. Заслужений майстер спорту СРСР (1985).

## Аматорська кар'єра
Першим успіхом в спортивній кар'єрі Сєрика Нурказова стали срібні медалі Спартакіади народів СРСР і чемпіонату СРСР 1979 року. 1982, 1984 та 1986 року був чемпіоном країни.
На чемпіонаті Європи 1981 року завоював бронзову медаль.
- У 1/8 фіналу переміг Деяна Маровича (Югославія) — 5-0
- У чвертьфіналі переміг Дамієна Фраєрса (Ірландія) — 5-0
- У півфіналі програв Ріхарду Новаковському (НДР) — 2-3

На чемпіонаті Європи 1983 став чемпіоном.
- У чвертьфіналі переміг Тіті Серчела (Румунія) — 5-0
- У півфіналі переміг Роберта Гонці (Угорщина) — 5-0
- У фіналі переміг Пламена Камбурова (Болгарія) — 5-0

На Кубку світу 1983 завоював срібну медаль.
- У чвертьфіналі переміг Сунг Дуч Кан (Південна Корея) — 5-0
- У півфіналі переміг Франка Раушнінга (НДР) — 4-1
- У фіналі програв Хесусу Соллет (Куба) — 0-5

Через бойкот Олімпійських ігор 1984 представниками з соціалістичних країн пропустив Олімпіаду 1984 і завоював срібну медаль на альтернативних змаганнях Дружба-84, програвши у фіналі Адольфо Орта (Куба).

## Зникнення
14 грудня 2023 року повідомлялося про зникнення Сєрика Нурказова. Цього дня він вийшов уранці зі свого будинку і зник безвісти. За кілька днів його знайшли живим і неушкодженим в Алмати.